# Route nationale 12 (Algérie)
Pour les articles homonymes, voir N12 et Route nationale 12.
La route nationale (N12) est  une route nationale algérienne reliant la RN5 depuis Thenia dans la wilaya de Boumerdès à l'Ouest et la ville de Béjaïa via la ville d'El Kseur dans la wilaya de Béjaïa à l'Est via le territoire de la wilaya de Tizi Ouzou. 
Surnommée: la route de la Kabylie; elle est la principale route qui traverse la Kabylie de part en part, sur une distance de 250 km..

## Historique
En 2022, la wilaya de Tizi Ouzou lance des travaux de réhabilitation d'une longueur de 18,5 km entre Tadmaït et Tizi Ouzou.

## Parcours
Elle passe par les communes de Si Mustapha, Issers, Bordj Menaiel, Naciria dans la wilaya de Boumerdès, les communes de Tadmait, Draâ Ben Khedda (ex Mirabeau), Tizi Ouzou, Sikh Oumeddour, Azazga, Yakouren dans la wilaya de Tizi Ouzou et les communes de Kebouche, Adekar et El Kseur puis longe la soummam sur la rive gauche jusqu'à Béjaïa centre, dans la wilaya de Béjaïa.

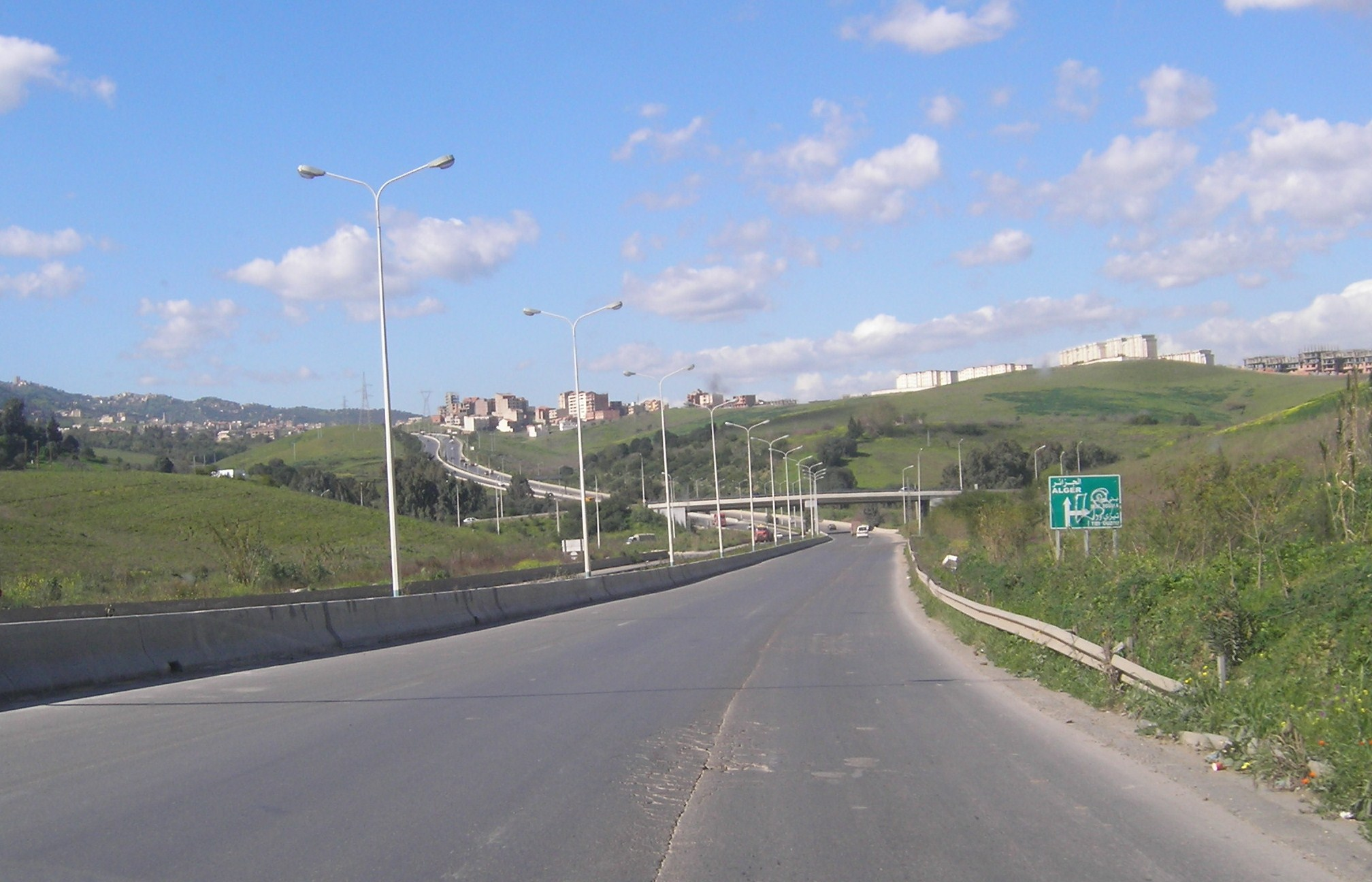
N12 qui forme la rocade sud de Tizi Ouzou. Photo prise au niveau de la sortie de Beni Douala (depuis Azazga).

La route est sous forme de voie rapide (2x2 voies) de Thenia à l’ouest de Tizi Ouzou, ou elle est divisée en 2 routes, l’une formant une ceinture en passant par le centre de la ville et l’autre étant une rocade et contournant la ville. Les deux routes se croisent à l’est de Tizi Ouzou ou elle redevient une voie rapide jusqu’à l’ouest de Azazga ou elle bifurque en deux voies, l’une des routes traversant la ville d’Azazga et l’autre étant une voie rapide « évitement ». Cet voie rapide se transforme en route à double file à l’est de la ville, ou les deux tronçons se croisent. De Azazga à Bejaia, la route est à double voies traversant les forêts de Yakouren et d'Akfadou jusqu'au chef lieu de Béjaia.